# Modena Volley 2023-2024
Questa voce raccoglie le informazioni riguardanti il Modena Volley nelle competizioni ufficiali della stagione 2023-2024.

## Stagione
Nella stagione 2023-24 il Modena Volley assume la denominazione sponsorizzata di Valsa Group Modena.
Partecipa per la cinquantaseiesima volta alla Superlega: chiude la regular season di campionato all'ottavo posto in classifica, qualificandosi per i play-off scudetto, dove esce ai quarti di finale, eliminata dalla Trentino. Accede così ai play-off 5º posto: dopo aver superato la fase a gironi, perde in semifinale contro il Verona.
A seguito del settimo posto in classifica al termine del girone di andata, si qualifica per la Coppa Italia: è eliminata nei quarti di finale dalla Sir Safety Perugia.

## Organigramma societario
Area direttiva
- Presidente: Giulia Gabana
- Vicepresidente: Michele Storci
- Direttore generale: Andrea Sartoretti
- Direttore sportivo: Alberto Casadei
- Team manager: Fabio Donadio
- Responsabile palasport: Filippo Consorti
- Direttore operativo: Elisa Bergonzini

Area tecnica
- Allenatore: Francesco Petrella (fino al 28 gennaio 2024), Alberto Giuliani (dal 29 gennaio 2024)
- Allenatore in seconda: Nicolò Zanni
- Scout man: Roberto Ciamarra

Area comunicazione
- Addetto stampa: Gian Paolo Maini, Alessio Molinari Bucarelli, Federico Sabattini
- Responsabile comunicazione: Pietro Barone
- Social media manager: Caterina Cigarini

Area marketing
- Area commerciale: Giuseppe Goldoni, Andrea Parenti
- Responsabile rapporti sponsor e eventi: Elisa Pratizzoli
- Biglietteria: Francesca Plasmati, Nicole Rinaldi

Area sanitaria
- Staff medico: Michel Sabbagh, Lorenzo Segre, Fabio Serafini
- Preparatore atletico: Oscar Berti
- Fisioterapista: Pietro Bavuti, Antonio Brogneri

## Rosa
| N° | Nome                 | Ruolo | Data di nascita  | Nazionalità sportiva |
| -- | -------------------- | ----- | ---------------- | -------------------- |
| 1  | Bruno de Rezende     | P     | 2 luglio 1986    | Brasile              |
| 2  | Mattia Boninfante    | P     | 24 giugno 2004   | Italia               |
| 5  | Osmany Juantorena    | S     | 12 agosto 1985   | Italia               |
| 6  | Giovanni Sanguinetti | C     | 14 aprile 2000   | Italia               |
| 7  | Dragan Stanković     | C     | 18 ottobre 1985  | Italia               |
| 8  | Giulio Pinali        | O     | 2 aprile 1997    | Italia               |
| 10 | Roberto Pinali       | S     | 28 gennaio 1995  | Italia               |
| 11 | Riccardo Gollini     | L     | 5 luglio 2000    | Italia               |
| 12 | Maksim Sapožkov      | O     | 15 novembre 2000 | Russia               |
| 13 | Federico Menchetti   | L     | 13 giugno 2007   | Italia               |
| 14 | Anton Brehme         | C     | 10 agosto 1999   | Germania             |
| 15 | Uladzislaŭ Davyskiba | S     | 31 marzo 2001    | Bielorussia          |
| 17 | Filippo Federici     | L     | 26 dicembre 2000 | Italia               |
| 18 | Nicholas Sighinolfi  | C     | 11 agosto 1994   | Italia               |
| 90 | Tommaso Rinaldi      | S     | 9 novembre 2001  | Italia               |

## Mercato
| Acquisti | Acquisti             | Acquisti          | Acquisti   |
| R.       | Nome                 | da                | Modalità   |
| -------- | -------------------- | ----------------- | ---------- |
| P        | Mattia Boninfante    | Prata             | definitivo |
| C        | Anton Brehme         | Charlottenburg    | definitivo |
| S        | Uladzislaŭ Davyskiba | Milano            | definitivo |
| L        | Filippo Federici     | Milano            | definitivo |
| S        | Osmany Juantorena    | Ziraat Bankası    | definitivo |
| L        | Federico Menchetti   | Prato             | definitivo |
| O        | Giulio Pinali        | Emma Villas       | definitivo |
| S        | Roberto Pinali       | Porto Robur Costa | definitivo |
| O        | Maksim Sapožkov      | Verona            | definitivo |
| C        | Nicholas Sighinolfi  | Cuneo             | definitivo |

| Cessioni                               | Cessioni          | Cessioni             | Cessioni   |
| R.                                     | Nome              | a                    | Modalità   |
| -------------------------------------- | ----------------- | -------------------- | ---------- |
| C                                      | Elia Bossi        | Saturnia Acicastello | definitivo |
| O                                      | Adis Lagumdžija   | Lube                 | definitivo |
| S                                      | Earvin N'Gapeth   | Halkbank             | definitivo |
| S                                      | Nicolas Maréchal  | Rapid Bucarest       | definitivo |
| S                                      | Lorenzo Pope      | Melbourne Vipers     | definitivo |
| L                                      | Salvatore Rossini | Virtus Aversa        | definitivo |
| S                                      | Tomas Rousseaux   | PAOK                 | definitivo |
| O                                      | Lorenzo Sala      | Cannes               | definitivo |
| P                                      | Nicola Salsi      | Tirol                | definitivo |
| Trasferimenti nel corso della stagione |                   |                      |            |
| O                                      | Maksim Sapožkov   | Al-Rayyan            | definitivo |

## Risultati

### Superlega

#### Girone di andata
| 1ª giornata - 22 ottobre 2023 PalaPanini, Modena                          | Modena               | 3 - 2 | Powervolley Milano | 25-19, 12-25, 21-25, 26-24, 15-12 |
| 2ª giornata - 28 ottobre 2023 PalaOlimpia, Verona                         | Verona               | 2 - 3 | Modena             | 25-23, 25-17, 20-25, 23-25, 11-15 |
| 3ª giornata - 5 novembre 2023 PalaPanini, Modena                          | Modena               | 0 - 3 | Milano             | 19-25, 19-25, 19-25               |
| 4ª giornata - 12 novembre 2023 PalaEvangelisti, Perugia                   | Sir Safety Perugia   | 3 - 1 | Modena             | 14-25, 25-18, 25-20, 25-18        |
| 5ª giornata - 15 novembre 2023 PalaPanini, Modena                         | Modena               | 3 - 1 | Padova             | 23-25, 25-18, 27-25, 25-11        |
| 6ª giornata - 19 novembre 2023 PalaPanini, Modena                         | Modena               | 0 - 3 | Lube               | 20-25, 19-25, 20-25               |
| 7ª giornata - 25 novembre 2023 Palazzetto dello Sport, Cisterna di Latina | Cisterna             | 1 - 3 | Modena             | 11-25, 25-22, 20-25, 16-25        |
| 8ª giornata - 2 dicembre 2023 PalaMazzola, Taranto                        | Prisma Taranto       | 2 - 3 | Modena             | 22-25, 25-20, 25-18, 17-25, 13-15 |
| 9ª giornata - 10 dicembre 2023 PalaPanini, Modena                         | Modena               | 3 - 1 | Trentino           | 21-25, 27-25, 25-22, 25-16        |
| 10ª giornata - 16 dicembre 2023 PalaCatania, Catania                      | Saturnia Acicastello | 2 - 3 | Modena             | 25-22, 18-25, 25-19, 20-25, 13-15 |
| 11ª giornata - 26 dicembre 2023 PalaPanini, Modena                        | Modena               | 0 - 3 | You Energy         | 20-25, 19-25, 21-25               |

#### Girone di ritorno
| 12ª giornata - 30 dicembre 2023 Forum di Milano, Assago          | Powervolley Milano | 3 - 0 | Modena               | 27-25, 25-17, 25-18               |
| 13ª giornata - 7 gennaio 2024 PalaPanini, Modena                 | Modena             | 0 - 3 | Verona               | 21-25, 18-25, 13-25               |
| 14ª giornata - 14 gennaio 2024 Arena di Monza, Monza             | Milano             | 2 - 3 | Modena               | 18-25, 20-25, 25-18, 25-23, 13-15 |
| 15ª giornata - 20 gennaio 2024 PalaPanini, Modena                | Modena             | 0 - 3 | Sir Safety Perugia   | 18-25, 17-25, 18-25               |
| 16ª giornata - 25 gennaio 2024 PalaSanLazzaro, Padova            | Padova             | 3 - 1 | Modena               | 25-22, 25-23, 22-25, 25-23        |
| 17ª giornata - 4 febbraio 2024 PalaCivitanova, Civitanova Marche | Lube               | 3 - 0 | Modena               | 25-21, 27-25, 25-23               |
| 18ª giornata - 11 febbraio 2024 PalaPanini, Modena               | Modena             | 3 - 0 | Cisterna             | 25-18, 25-18, 25-21               |
| 19ª giornata - 14 febbraio 2024 PalaPanini, Modena               | Modena             | 3 - 2 | Prisma Taranto       | 22-25, 25-19, 25-21, 25-27, 15-9  |
| 20ª giornata - 18 febbraio 2024 PalaTrento, Trento               | Trentino           | 3 - 0 | Modena               | 25-22, 25-17, 25-22               |
| 21ª giornata - 25 febbraio 2024 PalaPanini, Modena               | Modena             | 3 - 1 | Saturnia Acicastello | 20-25, 25-22, 25-15, 25-12        |
| 22ª giornata - 3 marzo 2024 PalaBanca, Piacenza                  | You Energy         | 3 - 1 | Modena               | 25-23, 24-26, 25-17, 25-15        |

#### Play-off scudetto
| Quarti di finale (gara 1) - 6 marzo 2024 PalaTrento, Trento  | Trentino | 3 - 0 | Modena   | 25-23, 25-18, 25-18               |
| Quarti di finale (gara 2) - 10 marzo 2024 PalaPanini, Modena | Modena   | 2 - 3 | Trentino | 22-25, 28-26, 25-15, 19-25, 13-15 |
| Quarti di finale (gara 3) - 17 marzo 2024 PalaTrento, Trento | Trentino | 3 - 0 | Modena   | 25-22, 25-19, 25-21               |

#### Play-off 5º posto
| 1ª giornata - 4 aprile 2024 PalaCivitanova, Civitanova Marche | Lube       | 3 - 1 | Modena   | 25-20, 25-19, 10-25, 25-22        |
| 2ª giornata - 7 aprile 2024 PalaPanini, Modena                | Modena     | 3 - 2 | Cisterna | 23-25, 25-23, 26-24, 23-25, 15-10 |
| 3ª giornata - 10 aprile 2024 PalaBanca, Piacenza              | You Energy | 3 - 1 | Modena   |                                   |
| 4ª giornata - 13 aprile 2024 PalaOlimpia, Verona              | Verona     | 3 - 0 | Modena   | 25-15, 25-18, 25-22               |
| 5ª giornata - 17 aprile 2024 PalaPanini, Modena               | Modena     | 3 - 1 | Padova   | 25-18, 25-16, 23-25, 25-17        |
| Semifinali - 22 aprile 2024 PalaOlimpia, Verona               | Verona     | 3 - 1 | Modena   | 25-22, 25-22, 23-25, 25-19        |

### Coppa Italia
| Quarti di finale - 4 gennaio 2024 PalaEvangelisti, Perugia | Sir Safety Perugia | 3 - 0 | Modena | 25-22, 25-16, 25-18 |

## Statistiche

### Statistiche di squadra
| Competizione | Punti | In casa | In casa | In casa | In trasferta | In trasferta | In trasferta | Totale | Totale | Totale |
| Competizione | Punti | G       | V       | P       | G            | V            | P            | G      | V      | P      |
| ------------ | ----- | ------- | ------- | ------- | ------------ | ------------ | ------------ | ------ | ------ | ------ |
| Superlega    | 27/5  | 14      | 8       | 6       | 17           | 5            | 12           | 31     | 13     | 18     |
| Coppa Italia | -     | 0       | 0       | 0       | 1            | 0            | 1            | 1      | 0      | 1      |
| Totale       | -     | 14      | 8       | 6       | 18           | 5            | 13           | 32     | 13     | 19     |

G = partite giocate; V = partite vinte; P = partite perse

### Statistiche dei giocatori
| Giocatore      | Superlega | Superlega | Superlega | Superlega | Superlega | Coppa Italia | Coppa Italia | Coppa Italia | Coppa Italia | Coppa Italia | Totale | Totale | Totale | Totale | Totale |
| Giocatore      | P         | PT        | AV        | MV        | BV        | P            | PT           | AV           | MV           | BV           | P      | PT     | AV     | MV     | BV     |
| -------------- | --------- | --------- | --------- | --------- | --------- | ------------ | ------------ | ------------ | ------------ | ------------ | ------ | ------ | ------ | ------ | ------ |
| M. Boninfante  | 29        | 5         | 0         | 3         | 2         | 1            | 0            | 0            | 0            | 0            | 30     | 5      | 0      | 3      | 2      |
| A. Brehme      | 30        | 146       | 104       | 27        | 15        | 1            | 4            | 3            | 1            | 0            | 31     | 150    | 107    | 28     | 15     |
| U. Davyskiba   | 31        | 465       | 395       | 27        | 43        | 1            | 2            | 2            | 0            | 0            | 32     | 467    | 397    | 27     | 43     |
| B. de Rezende  | 30        | 53        | 24        | 14        | 15        | 1            | 2            | 2            | 0            | 0            | 31     | 55     | 26     | 14     | 15     |
| F. Federici    | 17        | 0         | 0         | 0         | 0         | 1            | 0            | 0            | 0            | 0            | 18     | 0      | 0      | 0      | 0      |
| R. Gollini     | 19        | 0         | 0         | 0         | 0         | 0            | 0            | 0            | 0            | 0            | 19     | 0      | 0      | 0      | 0      |
| O. Juantorena  | 25        | 270       | 246       | 9         | 15        | 1            | 9            | 8            | 1            | 0            | 26     | 279    | 254    | 10     | 15     |
| F. Menchetti   | 1         | 0         | 0         | 0         | 0         | -            | -            | -            | -            | -            | 1      | 0      | 0      | 0      | 0      |
| G. Pinali      | 8         | 8         | 8         | 0         | 0         | 0            | 0            | 0            | 0            | 0            | 8      | 8      | 8      | 0      | 0      |
| R. Pinali      | 7         | 10        | 8         | 1         | 1         | 0            | 0            | 0            | 0            | 0            | 7      | 10     | 8      | 1      | 1      |
| T. Rinaldi     | 30        | 283       | 240       | 17        | 26        | 1            | 10           | 9            | 0            | 1            | 31     | 293    | 249    | 17     | 27     |
| G. Sanguinetti | 31        | 209       | 145       | 31        | 33        | 1            | 6            | 5            | 1            | 0            | 32     | 215    | 150    | 32     | 33     |
| M. Sapožkov    | 30        | 345       | 284       | 30        | 31        | 1            | 10           | 8            | 0            | 2            | 31     | 355    | 292    | 30     | 33     |
| N. Sighinolfi  | 7         | 1         | 0         | 1         | 0         | 0            | 0            | 0            | 0            | 0            | 7      | 1      | 0      | 1      | 0      |
| D. Stanković   | 25        | 78        | 54        | 21        | 3         | 1            | 0            | 0            | 0            | 0            | 26     | 78     | 54     | 21     | 3      |

P = presenze; PT = punti totali; AV = attacchi vincenti; MV = muri vincenti; BV = battute vincenti